# Controllore di gestione (professione)
Il controller (controllors, controllores) è un professionista esperto in controllo di gestione di realtà organizzate a carattere economico e non.

## Caratteristiche
Il controllo di gestione è un processo continuativo attraverso il quale il Management dell'Organizzazione (a fini economici e non) progetta, prepara il futuro e controlla il raggiungimento degli obiettivi sottesi. Il Controller è quindi chiamato a partecipare alla definizione degli scenari futuri (tecnologie, prodotti, mercati), a gestire le attività di pianificazione e controllo, sistemi di monitoraggio continuativo e procedure di diffusione e condivisione degli scostamenti. Il Controller contribuisce alla formulazione di proposte di Cambiamento delle strategie in atto.
Il ruolo ed il profilo del Controller sono stati formalizzati dalla Norma UNI 11618 come previsto dalla legge 4/2013 sulle professioni non regolamentate (ovvero quelle ordinistiche , quindi a numero chiuso). 
La Norma è stata realizzata grazie all'impegno profuso dalla associazione Assocontroller, coadiuvata dalle associazioni: Controller Associati e da Internal Group of Controlling (meta-associazione internazionale).

## Compiti
I Controller, nella loro veste di partner del Management, prestano un contributo fondamentale per il successo durevole dell'organizzazione.
I Controller:
- organizzano e supportano il processo manageriale relativo alla definizione, alla pianificazione ed alla gestione degli obiettivi, in modo che ciascun manager possa agire con un orientamento i risultati.
- promuovono una consapevole riflessione sul futuro, permettendo di cogliere le opportunità e di gestire i rischi.
- integrano gli obiettivi ed i piani di tutti i portatori di interesse in un insieme coerente.
- sono responsabili della predisposizione e dello sviluppo dei sistemi di Controlling. I Controller assicurano la qualità dei dati e forniscono informazioni rilevanti per le decisioni.
- sono la coscienza economico-finanziaria dell'organizzazione e sono orientati verso il successo e la continuità della stessa.

## Attività specifiche della figura professionale
Il Controller per svolgere la sua attività professionale, gestisce , con maggiore o minore autonomia decisionale apportando il suo contributo proattivo i seguenti compiti,  che qui di seguito vengono presentati insieme alle attività collegate
- Predisporre la architettura informativa
- Auditing Interno
- Coordinare e supportare le attività di controllo di gestione
- Comunicare e supportare la formazione specifica
- Misurare le prestazioni di sistema
- Supportare la attività di pianificazione strategica
- Supportare la leadership dei Manager

La Associazione dei controller italiani, Assocontroller, si è fatta promotrice della definizione di una Norma presso UNI, in accordo alla legge 4 del 2013, che inquadra le professioni non regolamentate (ordinistiche). A gennaio 2016 è stata promulgata la Norma 11618 che riporta le competenze, conoscenze ad abilità del controller. 
Nel frattempo Assocontroller si è attivata per far recepire i contenuti della Norma nei Repertori Regionali delle Professioni:  già avvenuto in Lombardia ed in Puglia. 